# Forced Entertainment
Forced Entertainment ist eine postdramatische britische Künstlergruppe unter der Leitung von Tim Etchells. Sie wurde 1984 in Sheffield gegründet und realisiert genreübergreifend Arbeiten in den Bereichen Theater, Installation, Performance, digitale Medien und Film.

## Mitglieder
- Tim Etchells (Künstlerischer Leiter, Regisseur und Autor)
- Robin Arthur (Performer und Designer)
- Richard Lowdon (Performer und Designer)
- Claire Marshall (Performer)
- Cathy Naden (Performer)
- Terry O’Connor (Performer)

## Charakteristika
Seit Beginn der 1990er Jahre gastieren und produzieren Forced Entertainment regelmäßig auch im deutschsprachigen Raum, vor allem mit ihren Performances und Durational Performances, an Theatern wie der Berliner Volksbühne am Rosa-Luxemburg-Platz, dem Frankfurter Künstlerhaus Mousonturm und dem Tanzquartier Wien. Die Kerngruppe wird teilweise durch zahlreiche Gast-Performer und Mitarbeiter anderer künstlerischer Disziplinen produktionsspezifisch ergänzt.
Ästhetisch sind die Theaterarbeiten der Gruppe angesiedelt zwischen Elementen der klassischen Performance einerseits und den Konventionen des klassischen Theaters. Sie zitieren Elemente der Performance, machen sie für ihre dem Theater-Markt und dem Publikum internationaler Theaterfestivals verpflichteten Theater-Arbeiten nutzbar, und beziehen aus diesem programmatischen Kurzschluss ihre häufig auch komische Energie. Ein jüngeres, plakatives Beispiel dieser Auseinandersetzung mit Performance im Theater ist ihre 2005 uraufgeführte Bühnenfassung von Sophie Calles „Exquisite Pain“.
Den Aufführungen von Forced Entertainment liegen keine Dramen zugrunde, vielmehr wird die Frage nach dem (Ersatz-)Text für den jeweiligen Abend (wo man sich doch im Theater befindet), stets neu umspielt und zu Exkursen in alternative Entwürfe dessen, was ein Theaterabend behandeln müsste und wie er funktionieren könnte, unternommen.
Ein Charakteristikum der Spielweise von Forced Entertainment ist, dass nie durchgehend Rollen verkörpert werden, sondern stets die Performer an sich gezeigt werden in ihren meist kokett-kläglichen Versuchen, oft kleine, undramatische, emblematisch reduzierte Typen zu spielen. So steht nicht nur die Frage nach der Handlung des Abends, sondern auch die nach der Kompetenz dieser „auf die Bühne Geratenen“ oft mit im Vordergrund dieser spielerischen postdramatischen Theater-Performances.

## Durational Performances
Einen besonders eigenen Stil entwickelte die Gruppe ab 1993 in ihren „Durational Performances“-Stücken, deren Anlage und Länge mit der Konvention des Theaters, dass man das Stück von Anfang bis Ende anzuschauen habe, bricht. Dies entsteht weniger durch eine besonders offene, ein Kommen und Gehen ermutigende Form, sondern durch die Gleichförmigkeit des Geschehens entlang von Spielregeln, die bald durchschaut sind. In „Speak Bitterness“ (Uraufführung 1994) sitzen die Performer an einem lange Tisch den Zuschauern gegenüber, schöpfen aus einem unerschöpflich scheinenden Arsenal kleiner Zettel auf dem Tisch sehr kleine und sehr große Missgeschicke, die sie zunächst für sich lesen und dann „öffentlich gestehen“. Im Ton sanft, in der Ausführung gelassen, scheint „Speak Bitterness“ endlos dauern zu wollen und dabei nie auf Provokation abzuzielen.
In „12 am: Awake & Looking Down“, Forced Entertainments erster „Durational Performance“ (Uraufführung 1993) ist die oberste Regel, dass kein Wort gesprochen wird. Stattdessen stehen Text-Schilder und eine umfangreiche Garderobe auf der Bühne zur Verfügung, aus der die Performer in gelassenem Tempo einen nicht enden wollenden Strom aus emblematischen Kurzzeit-Verkleidungen schöpfen, die sie mit jeweils einem der Schilder betiteln („Phantasy Fred“ etc.). Die stets vorher festgelegte Dauer variiert hier zwischen sechs und elf Stunden. „Who Can Sing A Song to Unfrighten Me?“ (Uraufführung 1999) dauert exakt 24 Stunden und scheint wie ein karnevalesker Füllhorn alle Möglichkeiten des Improvisations-Theaters nutzen zu wollen. Das geschieht entlang der Spielregel, dass die Performer darum bemüht sind, die Sorgen und Ängste der Zuschauer zu vertreiben.
Im Gegensatz zu klassischen Langzeit-Performances wie I like America and America likes Me (Joseph Beuys, 1974) oder Relation in Time (Marina Abramović und Ulay, 1977) werden bei diesen wie auch den zeitlich auf einen überschaubaren Rahmen begrenzten Aufführungen die Performer weniger zu Trägern existenzieller Versuchsanordnungen, sondern bewahren sich gegenüber den Versuchsanordnungen der jeweiligen Performance stets eine von Humor und Überlegenheit geprägte spielerische Distanz.

## Performances
- Emanuelle Enchanted
- Speak Bitterness
- Pleasure
- Quizoola!
- Bloody Mess
- Exquisite Pain
- The World in Pictures
- Void Story
- Sight is the sense that dying people tend to lose first
- Tomorrow’s Parties.[2]

## Auszeichnungen
- 1998: „Golden Gate Award for the Best Short Documentary“
- 1999: Auszeichnung in der Kategorie CD-ROM, „Transmediale“, Berlin
- Auszeichnung im Rahmen von Photo UK, The UK Year of Photography and the Electronic Image, London
- 2016: Internationaler Ibsen-Preis

## Ausgaben
- Tim Etchells: Certain Fragments. Contemporary Performance and Forced Entertainment. Routledge, London 2001, ISBN 0-415-17383-3.